# Ferry (Alaska)
Ferry ist ein Census-designated place (CDP) im Denali Borough in Alaska in den Vereinigten Staaten. Das Gebiet liegt beidseitig des Nenana River 39 Meilen südlich der Stadt Nenana. Das U.S. Census Bureau hat bei der Volkszählung 2020 eine Einwohnerzahl von 17 ermittelt.

## Geschichte und Wirtschaft
In dem Gebiet wurde 1922 eine Eisenbahnstation gebaut. Das Eisenbahn-Workcamp führte zu einer Besiedelung des CDPs. Inzwischen ist das über öffentliche Straßen nicht erreichbare Gebiet isoliert. Es gibt keine direkten Arbeitsmöglichkeiten in der Gegend. Viele Einwohner arbeiten im Einzugsbereich von Healy. Seit 1990 ist Ferry ein census-designated place. Im CDP-Gebiet wurde ein Windpark mit zahlreichen Windkraftanlagen errichtet.

## Demografie
Zum Zeitpunkt der Volkszählung im Jahre 2000 (U.S. Census 2000) hatte Ferry CDP 29 Einwohner auf einer Landfläche von 177,3 km². Das Durchschnittsalter betrug 38,5 Jahre (nationaler Durchschnitt der USA: 35,3 Jahre). Das Pro-Kopf-Einkommen (engl. per capita income) lag bei US-Dollar 18.324 (nationaler Durchschnitt der USA: US-Dollar 21.587). 16,0 % der Einwohner lagen mit ihrem Einkommen unter der Armutsgrenze (nationaler Durchschnitt der USA: 12,4 %). 75,9 % der Einwohner sind deutscher Abstammung.